# Municipio de Jefferson (condado de Tipton)
El municipio de Jefferson (en inglés: Jefferson Township) es un municipio ubicado en el condado de Tipton en el estado estadounidense de Indiana. En el año 2010 tenía una población de 1422 habitantes y una densidad poblacional de 14,04 personas por km².

## Geografía
El municipio de Jefferson se encuentra ubicado en las coordenadas 40°15′36″N 86°11′30″O / 40.26000, -86.19167. Según la Oficina del Censo de los Estados Unidos, el municipio tiene una superficie total de 101.27 km², de la cual 101,26 km² corresponden a tierra firme y (0,01 %) 0,01 km² es agua.

## Demografía
Según el censo de 2010, había 1422 personas residiendo en el municipio de Jefferson. La densidad de población era de 14,04 hab./km². De los 1422 habitantes, el municipio de Jefferson estaba compuesto por el 98,45 % blancos, el 0,21 % eran afroamericanos, el 0,21 % eran amerindios, el 0,7 % eran asiáticos y el 0,42 % eran de una mezcla de razas. Del total de la población el 0,7 % eran hispanos o latinos de cualquier raza.